# Charnia
Charnia ist eine Gattung ausgestorbener Lebewesen aus dem erdgeschichtlichen Zeitalter des Ediacariums. Diese farnblattähnlichen Lebewesen, deren systematische Zuordnung kontrovers diskutiert wird, zählen zu den frühesten Vertretern der sogenannten Ediacara-Fauna. Ihre versteinerten Überreste zählen zu den ältesten Makrofossilien überhaupt. Den Namen verdankt Charnia dem Charnwood Forest in England, aus dem die ersten fossilen Funde stammten.

## Merkmale
Die Vertreter der Gattung Charnia ähneln in ihrem Aussehen einem länglichen Farnblatt. Zusätzlich verfügen sie über einen diskusförmigen Fuß, der vermutlich als Halterung am Meeresgrund diente. Sie erreichten eine Länge von bis zu zwei Metern.
Ihre Vertreter Charnia masoni, Charnia wardi und Charnia antecedens unterscheiden sich in Form und Größe.

## Systematik
Die systematische Einordnung von Charnia wird in der Wissenschaft kontrovers diskutiert. Ursprünglich wurde Charnia als eine Algengattung interpretiert. Zumeist wird Charnia jedoch dem Reich vielzelliger Tiere zugeordnet. Ähnlichkeiten mit heutigen Seefedern sind auffällig, wenngleich eine direkte Verwandtschaft vermutlich nicht besteht. Einer alternativen Hypothese zufolge gehört Charnia zum ausgestorbenen Stamm der Vendobionten, welche unter anderem als gigantische einzellige Organismen interpretiert und den Protozoen zugerechnet werden oder zu einem als Rangeomorpha bezeichneten Taxon von sessilen Lebewesen, die durch einen fraktalartigen Wuchs gekennzeichnet waren.

## Entdeckungsgeschichte
Als Entdecker von Charnia wird in der Regel Roger Mason genannt, der 1957 als 16-Jähriger beim Bergsteigen im Charwood Forest zusammen mit zwei Freunden fossile Überreste dieser Lebewesen fand. Roger Mason zeigte diese dem Geologen Trevor D. Ford und dessen Veröffentlichung im Journal of the Yorkshire Geological Society fand internationale Beachtung. Roger Mason war jedoch nicht der erste, der diese Fossilien entdeckte. Bereits ein Jahr zuvor wurden sie von der Schülerin Tina Negus entdeckt, ohne dass sie weitere Anerkennung fand.